# Tnu’at Masoret Jisra’el
Tnuʿat Massoret Jisraʾel (hebräisch תְּנוּעַת מָסוֹרֶת יִשְׂרָאֵל Tnūʿat Massōret Jisraʾel, deutsch ‚Bewegung des Erbes Israels‘), als Akronym Tami (hebräisch תָּמִ״י), war eine von Misrachim dominierte politische Partei in Israel in den 1980er Jahren. Parteivorsitzender war Aharon Abuchazira. Tami wurde während der Wahlen 1981 gebildet, als Aharon Abuchazira aus der Nationalreligiösen Partei austrat. Als Partei, die sich an der sephardischen Wählerschaft orientierte, versuchte Tami sich unter anderem damit zu profilieren, dass Abuchazira aus einer der angesehensten Rabbinerdynastien Marokkos stammte. Abuchazira wurde jedoch wegen Betrug und Veruntreuung zu einer Gefängnisstrafe verurteilt, was ihm und der Partei insgesamt nicht zuträglich war.

## Knessetabgeordnete
| Knesset                 | Knessetabgeordnete                             |
| ----------------------- | ---------------------------------------------- |
| Israel. Wahlen 1981 (3) | Aharon Abuchazira, Ben-Zion Rubin, Aharon Uzan |
| Israel. Wahlen 1984 (1) | Aharon Abuchazira                              |